# Topolino gaucho
Topolino gaucho (The Gallopin' Gaucho) è un film d'animazione del 1928 diretto da Walt Disney e Ub Iwerks. È il secondo cortometraggio d'animazione della serie Mickey Mouse ad essere stato prodotto, dopo L'aereo impazzito e prima di Steamboat Willie, e vede il primo incontro tra Topolino e Pietro Gambadilegno. Concepito come una parodia del film Il gaucho (1927), il corto fu proiettato in versione muta il 28 agosto 1928 a Los Angeles, ma non fu distribuito poiché la Disney voleva prima lavorare a Steamboat Willie; una versione sonora fu distribuita dopo quest'ultimo dalla Celebrity Productions il 30 dicembre. Venne pubblicizzato col titolo Gallopin' Gaucho.

## Trama
Topolino è un gaucho ricercato che corre a cavallo di un nandù nella pampa. Fermatosi al bar ristorante Cantino Argentino, vi entra e si mette a fumare e bere mentre guarda danzare Minni, a cui si unisce per un tango. La topolina viene però rapita da Pietro, uno dei clienti, che se ne è invaghito e la porta a casa sua. Topolino lo insegue e trova Minni incatenata al muro. I due rivali iniziano quindi a sfidarsi con la spada, finché Topolino non infila in testa a Pietro il suo vaso da notte. Liberata Minni, Topolino la porta via sul suo nandù, e i due si baciano.

## Distribuzione

### Edizioni home video

#### DVD
Una volta restaurato, il cortometraggio fu distribuito in DVD nel primo disco della raccolta Topolino in bianco e nero, facente parte della collana Walt Disney Treasures e uscita in America del Nord il 4 dicembre 2001 e in Italia il 27 maggio 2009.